# Mario Murillo
Mario Antonio Murillo Chaverri (Santa Bárbara, 24 de enero de 1927 - San José, 22 de noviembre de 2012) fue un futbolista y entrenador costarricense.

## Trayectoria
Inició su carrera en 1943 con el Club Sport Herediano, año en el que consigue su primer subcampeonato en la temporada de 1944. En 1945 pasaría a formar parte de la Unión Deportiva Moctezuma de Orizaba de México, equipo con el cual conquistaría la copa de Campeón de Campeones en 1947. La temporada siguiente militaría con el Veracruz, pero solo por una temporada, ya que regresaría al Club Sport Herediano, para proclamarse campeón del torneo de 1948. Volvería a tener acción en el fútbol extranjero al vincularse al equipo de la Universidad Nacional de Colombia por dos temporadas entre 1951 y 1952, y luego al Litoral Sport Club de la Primera División de Venezuela por un periodo de 7 meses. De nuevo en Costa Rica, se reincorporó al Club Sport Herediano, ganando los títulos de 1955 y 1961. Al año siguiente se retira del fútbol profesional.
Reforzó a la Liga Deportiva Alajuelense y al Club Sport Cartaginés en sus partidos internacionales así como al Deportivo Saprissa en la Gira al Mundo de 1959.
A nivel de selecciones nacionales disputó en 12 juegos internacionales de clase A, en los cuales anotó 5 goles. Fue campeón Campeonato Centroamericano y del Caribe de 1955 y miembro del célebre grupo de los Chaparritos de Oro, que ocupó el tercer lugar en el Campeonato Panamericano de Fútbol en 1956.
Como director técnico, dirigió al Club Sport Herediano en la temporada de 1963.
Se máxima distinción individual es su incorporación a la Galería Costarricense del Deporte en 1985.

## Clubes

### Como jugador
| Club                             | País       | Año       |
| -------------------------------- | ---------- | --------- |
| Club Sport Herediano             | Costa Rica | 1943-1945 |
| Moctezuma de Orizaba             | México     | 1946-1947 |
| Veracruz                         | México     | 1948      |
| Club Sport Herediano             | Costa Rica | 1948-1951 |
| Universidad Nacional de Colombia | Colombia   | 1951-1952 |
| Litoral Sport Club               | Venezuela  | 1952      |
| Club Sport Herediano             | Costa Rica | 1953-1962 |

## Palmarés

### Como jugador

#### Títulos nacionales
| Título               | Equipo               | País       | Año  |
| -------------------- | -------------------- | ---------- | ---- |
| Campeón de Campeones | Moctezuma de Orizaba | México     | 1947 |
| Primera División     | Club Sport Herediano | Costa Rica | 1948 |
| Primera División     | Club Sport Herediano | Costa Rica | 1955 |
| Primera División     | Club Sport Herediano | Costa Rica | 1961 |

#### Títulos internacionales
| Título                                  | Equipo     | Sede     | Año  |
| --------------------------------------- | ---------- | -------- | ---- |
| Campeonato Centroamericano y del Caribe | Costa Rica | Honduras | 1955 |